# Красна Керка
Красна Ке́рка (рос. Красная Керка) — присілок у складі Нижньоломовського району Пензенської області, Росія.
Населення — 5 осіб (2010; 12 у 2002).
Національний склад станом на 2002 рік:
- росіяни — 100 %